# Новодрачёнино
Новодрачёнино — село в Заринском районе Алтайского края Российской Федерации, центр Новодрачёнинского сельсовета.

## География
Село находится в северо-восточной части Алтайского края, в 16 км к северо-востоку от города Заринск, административного центра района. Абсолютная высота — 185 метров над уровнем моря.

### Климат
Климат умеренный, континентальный. Самый холодный месяц года — январь (средняя температура −17,2 °C), самый тёплый — июль (средняя температура +19,6 °C). Годовое количество атмосферных осадков — 616 мм.
| Показатель | Янв.  | Фев.  | Март  | Апр. | Май  | Июнь | Июль | Авг. | Сен. | Окт. | Нояб. | Дек.  | Год  |
| --- | ----- | ----- | ----- | ---- | ---- | ---- | ---- | ---- | ---- | ---- | ----- | ----- | ---- |
| Средний суточный максимум, °C                                                                                          | −13,7 | −10,2 | −1,7  | 8,4  | 17,2 | 23,1 | 24,2 | 22,6 | 16,2 | 6,9  | −3,5  | −10,4 | 6,5  |
| Средняя температура, °C                                                                                                | −17,2 | −14   | −5,8  | 3,3  | 11,8 | 18,2 | 19,6 | 17,6 | 11,3 | 3,1  | −6,6  | −13,6 | 2,3  |
| Средний суточный минимум, °C                                                                                           | −21,1 | −18,4 | −10,6 | −2,8 | 5,1  | 12,5 | 14,3 | 11,8 | 5,9  | −0,9 | −10,1 | −17,3 | −2,6 |
| Норма осадков, мм | 38    | 31    | 33    | 40   | 53   | 62   | 76   | 61   | 51   | 54   | 64    | 53    | 616  |
| Источник: Климат Новодраченино. ru.climate-data.org. Дата обращения: 26 апреля 2021. Архивировано 26 апреля 2021 года. |       |       |       |      |      |      |      |      |      |      |       |       |      |

### Часовой пояс
Новодраченино находится в часовой зоне МСК+4. Смещение применяемого времени относительно UTC составляет +7:00.

## История
В 1774 году недалеко от деревни Драчениных появилась деревня Новодраченино. Она тянулась вдоль реки Боровлянки несколько километров. Центр располагался там, где сейчас стоят мехток, склады и водонапорная башня. Точных сведений о первых десятилетиях села не сохранилось, мелькают лишь изредка в преданиях новодраченинцев рассказы о кержацких пращурах и другие.
От былого старообрядчества в Новодраченино остались лишь фундамент часовни и несколько крестов на кладбище.
Точное место православной Воскресенской церкви, горевшей, отстроенной и, в конце концов, разобранной, можно отыскать с трудом. Осталась только легенда о снятых и спрятанных колоколах.
Новодраченино было большим и зажиточным селом. Стояли здесь большие дома, даже двухэтажные. Лес у деревни старались не трогать. Зимой везли из тайги, летом сплавляли по Аламбаю плоты. Самым богатым, по преданию, был купец Клеон Липантьевич. Он держал лавку и маслобойню, продукцию которой поставлял в Томск.
Во время гражданской войны в Новодраченино стояла колчаковская рота, но вскоре Анатолием была проведена операция по её разоружению, и от колчаковских милиционеров село освободили. Напоминанием о тех временах стоит памятник в селе борцам за власть советов.
В 1934 году в селе действовала школа первой ступени, была лавка общества потребителей. Церковь пошла под слом. Дома высланных кулаков приспосабливались под новые нужды общества. В этом же году в селе действовало 3 колхоза:
— «Зверолов» (добывали волков, лис и зайцев); вскоре он был переименован в «Красный Восток»;
— колхоз им. Кирова;
— колхоз им. Андреева.
В 1951 году три хозяйства объединились. К ним присоединились хутора Брод и Бродик.
В 1958 году Новодрачёнино становится центральной усадьбой колхоза им. Ленина, а в апреле этого же года сельсовет из Новодрачёнино переведут в Афонино.
В 1950-е годы в селе строится значительное число домов, проводится электрификация и радиофикация. Мимо села пролегает железная дорога, поэтому из колхозников в железнодорожники переквалифицируются молодые работники.
Превратившись в центральную усадьбу, Новодрачёнино строится и хорошеет. В 1967 году вместо старого бревенчатого дома вырастает здание современной школы, возводится клуб, здание конторы, проводится водопровод. Ещё ведется строительство новой столовой, детского сада, современного магазина. В село приезжают врачи, агрономы, зоотехники с высшим образованием.
К 1986 году колхоз находится на грани расформирования. Именно в этот момент председателем становится Николай Иванович Краевский. С его приходом колхоз, а впоследствии АО им. Ленина, становится сильным хозяйством, одним из лучших в районе.

### Ранние упоминания о селе
- Газета «Алтайский крестьянин», 4 январь 1914 год[5].

С. НОВО-ДРАЧЕНИНСКОЯ, Чумышской волости, Барнаульского уезда
"Поповскiя. помочи"

Въ нашемъ селе живутъ два батюшки: одинъ—православный, а дру-
гой—старобрядческий. Старобряческий батюшка задумалъ
сделать „помочь“ чтобы вывезти дрова изъ черни (тайги), верстъ такъ
за 35. Позвалъ онъ своихъ прихожанъ; те не отказались, поехали,
привезли дровъ около четырехъ саженъ, сложили и, какъ водится на
помочахъ, приглашаются поужинать и выпить. Заготовлено было у
батюшки 1\2 ведра сивухи да два ведра своеварки—пива. Помочанъ и
захребетниковъ къ нимъ оказалось 8 человекъ да батюшко съ матуш-
кой-двое, итого-10 Сообразилъ батюшко, что сивухи заготовилъ мало:
всего по бутылке на брата приходится,—и устроилъ такъ, чтобы
„оглушить“ помочанъ, прежде чемъ кормить ужиномъ. Онъ зарядил имь
сразу по три чайныхъ стакана сивухи-
Конечно, и сами съ матушкой „пригубили" какъ следуетъ. А когда
подали ужинъ, то помочане почти и не притронулись: больно ужъ
одурели, и больше смотрели на бутылку съ сивухой и на ведро съ
пивомъ. По изрядной выпивке „до безпамятства“ пятеро изъ помочанъ
разбрелись кто—домой, а кто— куда; а трое остались. стало быть, не
наполнились еще ихняя  утроба грешная. Немного посидели и пошли
„до ветру“. Вдругъ подъезжаютъ на лошади, запряженной въ дровни,
двое мужиковъ къ батюшкинымъ воротамъ; остановились, слезаютъ.
Батюшкины помочане увидали ихъ, подходятъ къ воротамъ. Одинъ изъ
приехавшихъ кр-нъ ударилъ кулакомъ помочанина а другой изъ
приехавшихъ ударилъ другого помочанина. Тутъ началась ножевая
расправа. На завтра одного арестовали и отправили въ каталажку въ
село Сорокинское, а другого въ больницу, но въ больницу его не
приняли. Сельское общество въ его избе караулили по две смены день и
ночь, по два человека, онъ находился въ сумасшествии 6 дней, а на
седьмой — скончался. При вскрытии трупа оказалось, что черепъ пере-
ломленъ и мозги загнили. Одного похоронили, а другого отправили
въ тюремной замокъ въ Барнаулъ.

Подписчикъ

- Газета «Алтайский крестьянин», 22 марта 1914 год[5].

С. НОВО-ДРАЧЕНИНСКОЕ, Чумышской волости, Барнаульскаго уезда.
Въ с. Ново-Драченинскомъ живутъ природные сибиряки и российские
вятские, мордвы и вотяки, и существуютъ две религии — православная
и старообрядческая. У православныхъ есть церковь, а у старообрядцевъ
молитвенный домъ. И живутъ два священника — О. А. Турищевъ и 0. И. Берсевевъ.
Православный батюшка купилъ въ тайге дровъ, березовой породы 10 сажень
и позвалъ прихожан вывезти. Дрова, конечно, привезли, и батюшка вздумалъ угостить возчиковъ какъ
помочанъ. Пригласилъ въ комнату, подалъ сначала по три стакана водки.
Мужики сибиряки, мордвяки и вотяки заговорили, а которы ужъ и
песни заводили, но батюшка все водку подавалъ, а песни петь въ
комнате запрещалъ. Мужики ушли к батюшке въ баню, и там затянули
про Таню да про Ваню. Сколько они въ бане не гостились, а въ
путь-дороженьку пустились. Скоро ли, долго ли они въ бане
гостили, а на церкви девять часовъ отбили.
— „Сколь то, видно, паря, тутъ ни гости, а домой придется брести".
И пошли они домой: Александръ вотякъ и Степанъ хромой. Саженъ
сорокъ отошли, и съ дороги сбились, и оба къ березе свалились. 
Вотякъ какъ то неосторожно упалъ, да себе руку сломалъ. Сибирякъ позади
ихъ шелъ и увидалъ и хозяйкам ихъ сказалъ. Степанова хозяйка
пришла и Степана домой увела, а вотякЪ всю ночь маялся и бился,
едва домой дотащился. А жена у него слеповата, потому по него и
не пришла то. По утру, когла разсвело, у вотяка всю руку развезло, — распухла
сильно такъ, что не стала уходить и въ рукавъ. Вотякъ почувствовал
близко конецъ, и отправился къ священнику гонец: нужно исповедовать
и приобщить, чтобы его такъ не отпустить.
И что же, — нужно правду сказать, — пришлось вотяку целый месяцъ руку
на лямке таскать. Онъ хотя плотник и хорошъ, но безъ руки
сталъ никуда не гожъ. Ребятишкамъ его пришлось скитаться, по
селу по миру побираться.
Поэтому я прошу всехъ остерегаться и у поповъ на помочахъ не
напиваться.

Подписчикъ

## Население
В 1934 году в Новодрачёнино насчитывалось 444 двора, где проживали 1536 человек.
| 1926 | 1997 | 1998 | 1999 | 2000 | 2001 | 2002 |
| ---- | ---- | ---- | ---- | ---- | ---- | ---- |
| 1536 | ↘720 | ↗750 | ↘745 | ↘693 | ↗745 | ↘728 |
| 2003 | 2004 | 2005 | 2006 | 2007 | 2008 | 2009 |
| ↗778 | ↘755 | ↗756 | ↘749 | ↘745 | ↘728 | →728 |
| 2010 | 2011 | 2012 | 2013 |      |      |      |
| ↗738 | ↘732 | ↘719 | ↗728 |      |      |      |

## Образование

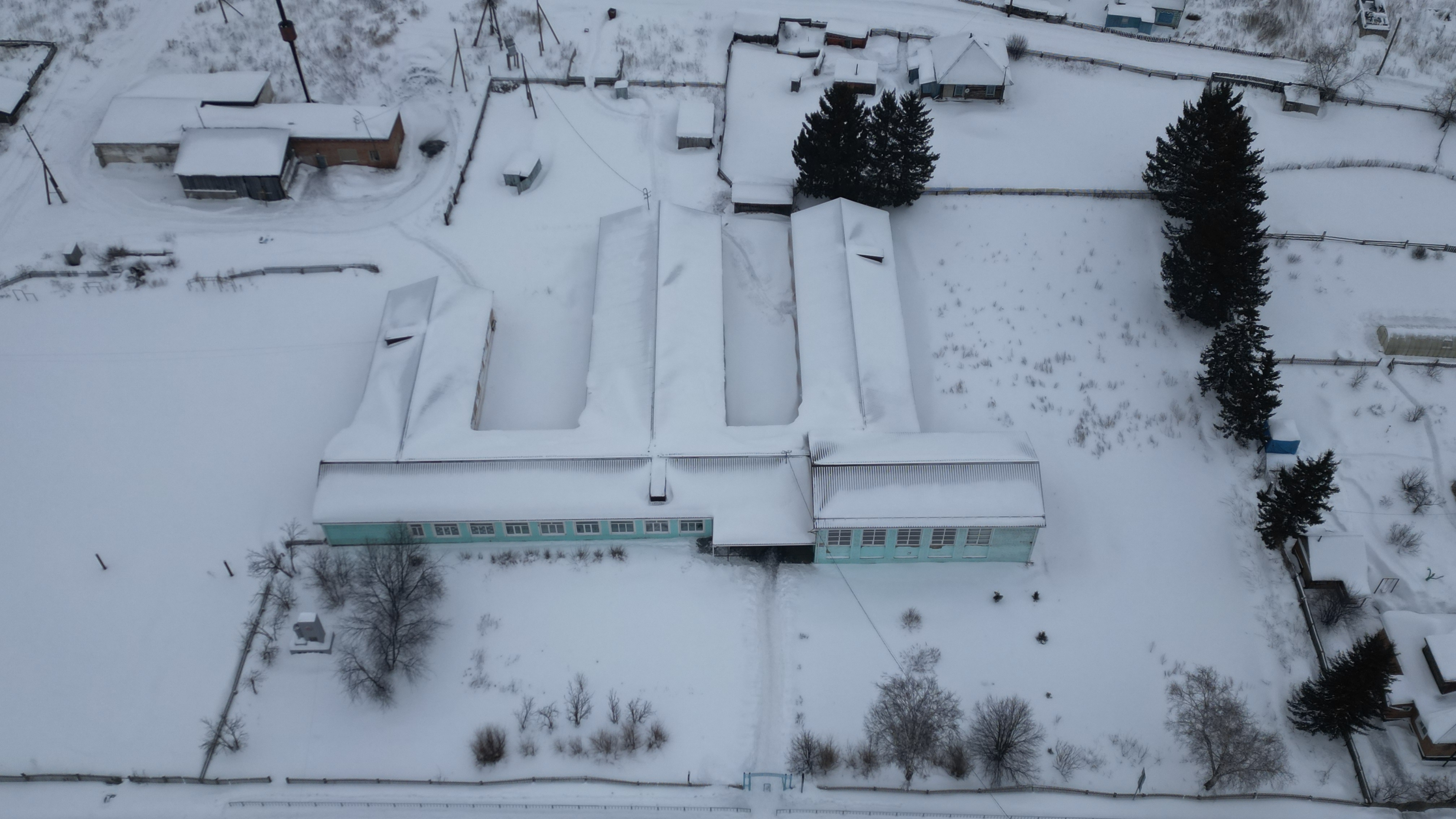
Здание школы, 19 января 23 год

Действует муниципальное казенное общеобразовательное учреждение «Новодрачёнинская СОШ». Изначально школа располагалась в большом поповском бревенчатом доме. Сначала это была четырёхлетка, затем семилетка, восьмилетка. В 1967 году было построено современное кирпичное здание. В 1983 году школа становится средней.

## Транспорт
Через Новодрачёнино проходит ветка Западно-Сибирская железная дорога Барнаул—Новокузнецк. Остановочный пункт имеет название Новококорский.

## Люди, связанные с селом
- Виноградова Зоя Владимировна — отличник народного просвещения РСФСР, Заслуженный учитель школы РФ, ветеран труда
- Краевский Николай Иванович — председатель АО им. Ленина